# UTC+9

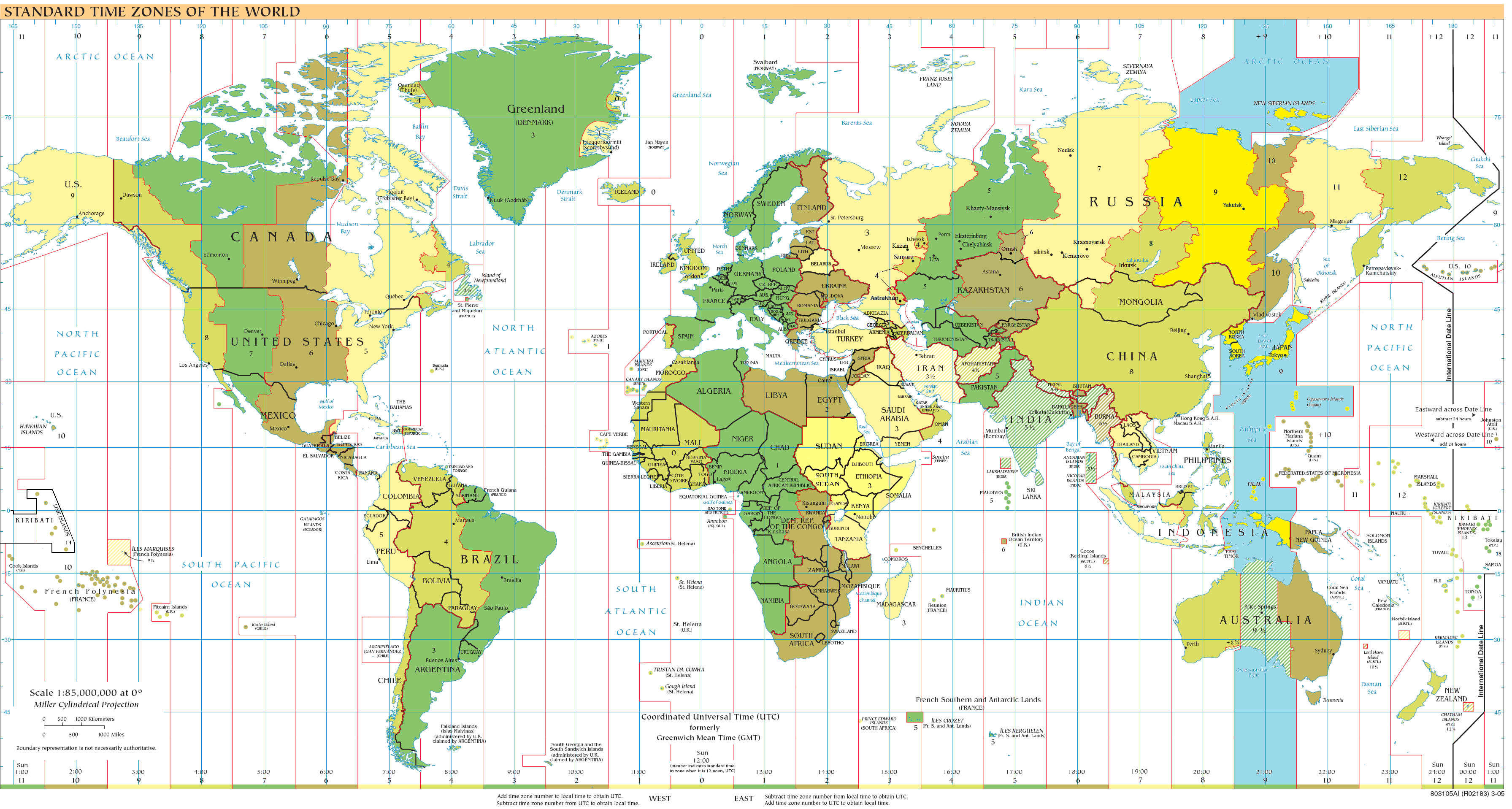
UTC+9: 濃黄-通年適用、水色-海域

UTC+9とは、協定世界時を9時間進ませた標準時である。

## 該当地域

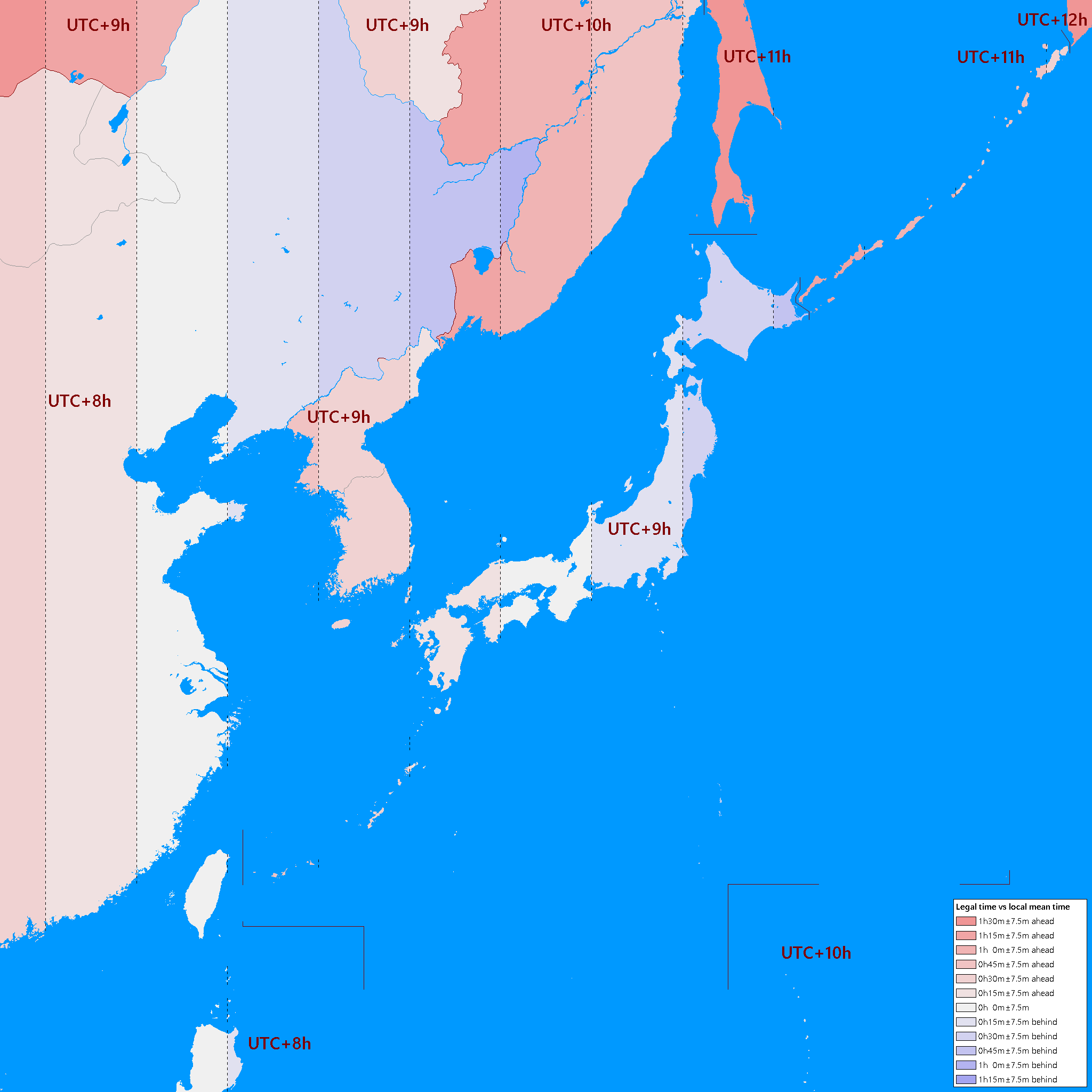
日本周辺における標準時と地方平均時との差を示している。日本ではその国土が東西にやや大きく広がっているにもかかわらず標準時がUTC+9 (中央標準時)に統一されているため、北海道東部では標準時が地方平均時より30分以上遅く、沖縄県の先島諸島では地方平均時より30分以上早くなっている。中華人民共和国ではその国土が東西に大きく広がっているにもかかわらず標準時がUTC+8 (北京時間)に統一されているため、中国東北部では標準時が地方平均時よりかなり遅くなっており、ロシアでは標準時が地方平均時よりかなり早くなっている地域が多い。

### 現行
| 国・地域     | 部分           | 標準時/夏時間    | 略称 |
| ------------ | -------------- | ---------------- | ---- |
| 日本         | 全域           | 日本標準時       | JST  |
| 韓国         | 全域           | 韓国標準時       | KST  |
| 北朝鮮       | 全域           | 平壌時間         | PYT  |
| パラオ       | 全域           | パラオ標準時     | PWT  |
| 東ティモール | 全域           | 東ティモール時間 | TLT  |
| ロシア       | アムール州など | ヤクーツク時間   | YAKT |
| インドネシア | マルク諸島など | 東部標準時       | WIT  |

### 廃止
短期のものを除く。北朝鮮は2018年よりUTC+9を再び採用している。
| 国・地域 | 部分               | 標準時               | 始年 | 終年 | その後                                   |
| -------- | ------------------ | -------------------- | ---- | ---- | ---------------------------------------- |
| ロシア   | イルクーツク州など | イルクーツク時間     | 2011 | 2014 | UTC+8に変更                              |
| ロシア   | イルクーツク州など | イルクーツク夏時間   | 1981 | 2011 | 時差はそのままで通年のイルクーツク時間に |
| モンゴル | 東部               |                      | 1983 | 2008 | 現在は東部もUTC+8                        |
| モンゴル | ほぼ全域           | ウランバートル夏時間 | 1983 | 1998 | 夏時間を廃止し、通年UTC+8へ              |
| モンゴル | ほぼ全域           | ウランバートル夏時間 | 2001 | 2006 | 夏時間を廃止し、通年UTC+8へ              |
| モンゴル | ほぼ全域           | ウランバートル夏時間 | 2015 | 2016 | 夏時間を廃止し、通年UTC+8へ              |

## 歴史
日本では1888年にグリニッジ標準時+9:00 が標準時と定められた。1896年からはそれが中央標準時となり、一方で先島諸島や台湾などが +8:00 の西部標準時となった。1937年に西部標準時が廃止され、全国が中央標準時に統一された。1948年から1951年にかけての間は夏時間 (+10:00)が行われたため、+9:00 なのは冬期のみであった。
大韓帝国では1908年から +8:30 が導入されていた（官報第3994号勅令第5号）が、1912年に +9:00 に変更された（朝鮮総督府官報第367号告示第338号）。1948年より、大韓民国では1時間進める夏時間を導入したため、以後は冬期のみ +9:00 となった。1954年、大韓民国標準時は再び +8:30 に変更された（大統領令第876号）ため、+9:30 なのは逆に夏期のみ（1960年まで、ただし朝鮮戦争時を除く）となった。1961年、国家再建最高会議の決定に従い通年 +9:00 に変更された（法律第676号）。1987-1988年にはソウルオリンピックのため+1時間の夏時間が実施され、+9:00 なのは再び冬期のみとなったが、オリンピックが終わると夏時間は廃止された。
中華民国では1919年、1年間だけ上海および天津において夏時間(+9:00)を試行したことがある。台湾でも何度か夏時間 (+9:00)を行った。
香港では1941年から1979年までの間のほとんどにおいて夏時間 (+9:00)を行っていた（1977・1978年は実施せず）。日本占領の数年間（1942-1945年）は通年 +9:00 で、香港時間は日本本土時間と一致していた。1980年以後は再び夏時間が行われなくなった。
マカオでも1941年から1979年までの間のほとんどにおいて夏時間 (+9:00)を行っていた（1977・1978年は実施せず）。
中華人民共和国では1986年から1991年までの6年間、全国的に北京夏時間 (+9:00)が行われた。1992年以降再び行われなくなった。
マレーシアおよびシンガポールでは日本占領期（1942-1945年）、通年 +9:00 が行われた。
オーストラリアの西オーストラリア州では1893年以来 +8:00（西部標準時）を用いているが、2006年から2009年までの3回の夏（南半球）においてオーストラリア西部夏時間 (+9:00)を試行した。夏時間制の継続については、2009年の国民投票で否決された。
ロシアではかつてヤクーツク時間（冬期）とイルクーツク夏時間において UTC+9 が用いられていたが、2011年3月27日よりヤクーツク時間は通年 UTC+10 に、イルクーツク時間は通年 UTC+9 となった。しかし2014年10月26日に国内の標準時が再び変更されたため、ヤクーツク時間は通年 UTC+9 となった。
モンゴル国では2001年から2006年まで夏時間を採用したため夏期に UTC+9 となっていたが、2007年に廃止された。2015年に夏時間が再開されたが2016年夏期の実施を最後に廃止された。
北朝鮮では2015年8月14日まで +9 が採用されていたが、翌15日より30分遅らせ +8:30（平壌時間）に移行した。2018年4月27日の南北首脳会談で、南北の標準時の統一で合意。2018年5月5日からは、政令第2232号を以って、2018年5月4日23時30分（日本時間5日0時）に時間を30分早め、翌日0時に変更した。